# Sanys pyrene
Sanys pyrene är en fjärilsart som beskrevs av William Schaus 1914. Sanys pyrene ingår i släktet Sanys och familjen nattflyn. Inga underarter finns listade.